# Liwa Zulfikar
Liwa Zulfikar (arabe : لواء ذو الفقار, la « Brigade Zulfikar ») est une milice islamiste chiite irakienne, formée en 2013 lors de la guerre civile syrienne.

## Histoire

### Fondation
Liwa Zulfikar est fondé le 5 juin 2013, jour de la victoire du Hezbollah sur les rebelles à la bataille de Qousseir. Le groupe tire son nom de Zulfikar, l'épée à deux pointes trouvée par Ali dans le butin de la bataille de Badr. Il est constitué de combattants en grande majorité irakiens issus de la Brigade Abou al-Fadl al-Abbas, des Brigades de la paix, d'Asaïb Ahl al-Haq et des Kataeb Hezbollah, afin de combattre en Syrie aux côtés des forces de Bachar el-Assad,.

### Idéologie
Islamiste chiite, le Liwa Zulfikar est partagé entre une orientation pro-iranienne et une orientation sadriste. Dans sa propagande, il affiche les portraits de l'ayatollah Khamenei, de Mohammad Sadeq al-Sadr ou d'Hassan Nasrallah.

### Organisation
Depuis fin 2013, le Liwa Zulfikar serait dirigé par Abou Shahed Joubouri, dit Hayder al-Joubouri, et son chef militaire est Abou Mahdi al-Kanani.
La brigade compterait 1 000 à 2 000 combattants,.

### Actions
Le groupe opère initialement à Damas et est basé à Sayyida Zeinab, mais en septembre 2013, il est déployé dans le gouvernorat de Deraa. Il combat dans le Qalamoun en janvier 2014, puis dans la Ghouta orientale à l'été 2014. Rappelé en Irak après la grande offensive (en) de l'État islamique en Irak et au Levant, le groupe prend part notamment à la bataille de Tikrit, à la bataille de Baïji et à la bataille de Jourf al-Sakhr. Fin 2014, une partie de la brigade retourne en Syrie et combat les rebelles dans le quartier de Jobar, à l'est de Damas, puis dans le gouvernorat de Lattaquié début 2015. Liwa Zulfikar participe ensuite à la bataille de Zabadani, à la bataille de Jisr al-Choghour, à la bataille de Wadi Barada, à l'offensive d'al-Tanaf, à l'offensive de la Badiya, à l'offensive d'Abou Douhour et à la bataille de la Ghouta orientale.

### Exactions
Le Liwa Zulfikar commet de nombreuses exactions lors du conflit syrien,. Il aurait exécuté des rebelles blessés dans la région de Deraa en octobre 2013, aurait massacré (ar) 363 civils (dont 92 femmes et 102 enfants) à An-Nabk en novembre 2013 et aurait assassiné entre plusieurs dizaines et 150 personnes dans le Qalamoun au début de l'année 2014,,.

## Annexe